# Гесиод (лунный кратер)
Кратер Гесиод (лат. Hesiodus), не путать с кратером Гесиод на Меркурии, — древний крупный ударный кратер в южной области Моря Облаков на видимой стороне Луны. Название присвоено в честь древнегреческого поэта и рапсода Гесиода (VIII—VII век до н. э.) и утверждено Международным астрономическим союзом в 1935 г. Образование кратера относится к нектарскому периоду.

## Описание кратера

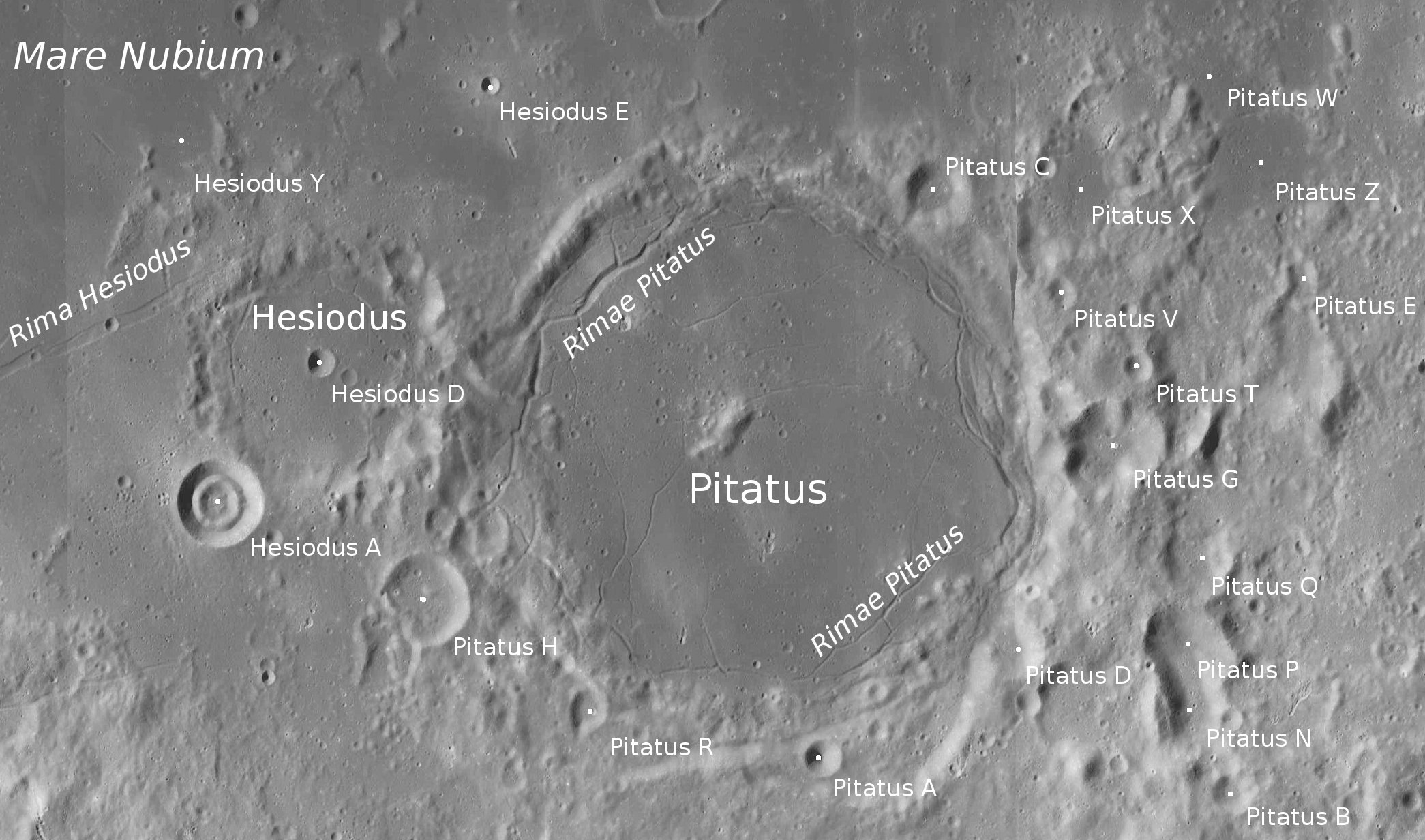
Окрестности кратера Гесиод. Снимок зонда Lunar Reconnaissance Orbiter.

Ближайшими соседями кратера являются кратер Меркатор на западе; кратер Кис на западе-северо-западе; кратер Вольф на севере; кратер Питат, к западной части которого примыкает кратер Гесиод, также кратер Вейс на юго-западе. На западе от кратера находится уступ Меркатора; к северо-западному участку вала кратера примыкает борозда Гесиода; на востоке, в кратере Питат, располагаются борозды Питата; на западе-юго-западе находится Болото Эпидемий. Селенографические координаты центра кратера 29°25′ ю. ш. 16°25′ з. д. / 29,42° ю. ш. 16,42° з. д., диаметр 43,2 км, глубина 0,45 км.
Вал кратера невысок и сильно разрушен, наибольшей высоты достигает в южной части. В восточной части вала имеется расщелина, соединяющая кратеры Гесиод и Питат. Средняя высота вала кратера над окружающей местностью 1050 м, объем кратера составляет приблизительно 1300 км³.. Чаша кратера затоплена лавой, дно чаши кратера ровное и плоское. Центральный пик отсутствует, в центре чаши располагается сателлитный кратер Гесиод D (см. ниже). 

## Сателлитные кратеры
| Гесиод | Координаты                                            | Диаметр, км |
| ------ | ----------------------------------------------------- | ----------- |
| A      | 30°08′ ю. ш. 17°04′ з. д. / 30,13° ю. ш. 17,07° з. д. | 14,1        |
| B      | 27°10′ ю. ш. 17°32′ з. д. / 27,16° ю. ш. 17,54° з. д. | 9,9         |
| D      | 29°23′ ю. ш. 16°26′ з. д. / 29,39° ю. ш. 16,43° з. д. | 4,6         |
| E      | 27°55′ ю. ш. 15°21′ з. д. / 27,91° ю. ш. 15,35° з. д. | 3,2         |
| X      | 29°25′ ю. ш. 16°25′ з. д. / 29,42° ю. ш. 16,42° з. д. | 43,2        |
| Y      | 28°19′ ю. ш. 17°17′ з. д. / 28,32° ю. ш. 17,29° з. д. | 17,8        |
| Z      | 28°46′ ю. ш. 19°31′ з. д. / 28,77° ю. ш. 19,51° з. д. | 3,8         |

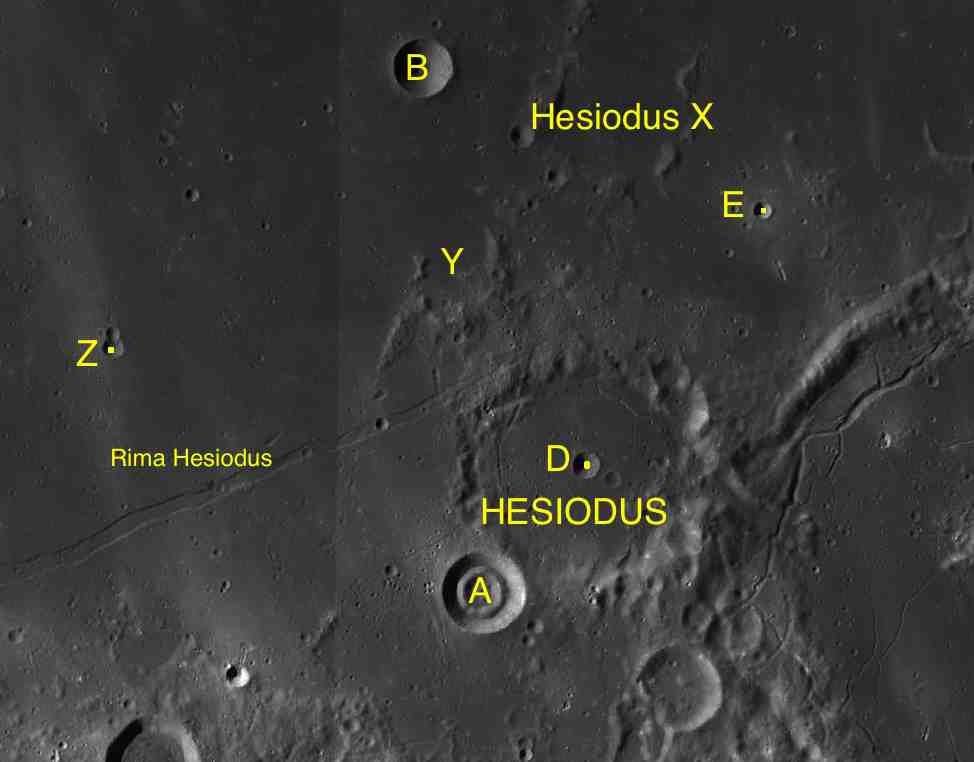
Фрагмент карты LAC-94.

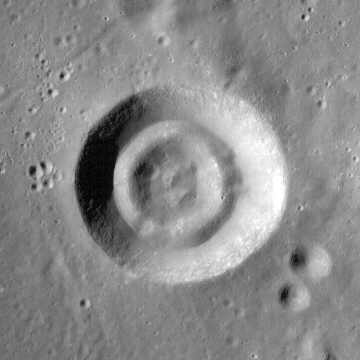
Сателлитный кратер Гесиод A. Снимок Lunar Reconnaissance Orbiter.

- Сателлитный кратер Гесиод А является концентрическим кратером и самым известным кратером такого типа на Луне.